# Nick Stone
Nick Stone è un personaggio di fantasia dei libri di Andy McNab.

## Biografia
Nato nel 1960, è un ex-combattente del SAS (Special Air Service), il corpo d'elite dell'esercito britannico, uno dei gruppi speciali più efficienti del mondo. Dopo essere stato circa 10 anni nei SAS, Nick Stone ha cominciato a lavorare per l'Intelligence inglese. Esperto in armi e in ricerche impossibili di persone, viene reclutato in questa agenzia segreta chiamata "la Ditta" per compiere missioni che pochi altri potrebbero fare.
Astuto, furbo, in missione è freddo e deciso, ma nel privato è una persona dal buon cuore, sensibile riguardo agli affetti personali.
È stato sposato, durante una difficile missione (raccontata nel primo romanzo Controllo a distanza) ha recuperato la figlia di un suo amico ucciso, Kelly, ed è diventato suo tutore. Ha avuto una storia con Sarah, altro agente segreto, raccontata in Crisi Quattro.
Eroe moderno ed esperto, dotato di grande humor britannico e grandi intuizioni, questo personaggio piace perché, a parte ovviamente la storia e l'addestramento nei SAS, è uno di noi, una persona comune con odi e affetti, colpi di fortuna e colpi di sfortuna, capace di avventure incredibili ma anche di grandi sventure. Freddo calcolatore in missione, quasi ingenuo nei sentimenti.
Nick Stone è l'eroe che tutti possono sentire vicino e capire.
Da notare parecchie cose che coincidono con la vera storia dell'autore.
Come McNab, anche Nick Stone è nato nel 1960, ha avuto un'infanzia burrascosa, si è arruolato quasi per caso, è stato 10 anni nei SAS compiendo missioni pericolosissime, ed è un esperto di armi, ricerche di persone e tattiche di spionaggio e combattimento. Per questo i romanzi di McNab sembrano così vicini alle persone e appaiono così realistici, quasi fossero dei piccoli "manuali" di spionaggio e sopravvivenza.
| Controllo di autorità | LCCN (EN) nb2017020033 · J9U (EN, HE) 987007566375805171 |